# Anders Knutsson Ångström
Anders Knutsson Ångström (né en 1888 à Stockholm – mort en 1981) est un physicien et météorologue suédois. On lui crédite l'invention du pyranomètre, le premier instrument à mesurer précisément la radiation solaire directe et indirecte.
En 1962, il reçoit le prix de l'Organisation météorologique internationale remis par l'Organisation météorologique mondiale.

## Biographie
Fils du physicien Knut Ångström, il obtient un B.Sc. de l'université d'Uppsala en 1909, puis une maîtrise de la même université en 1911.
Il enseigne à l'université de Stockholm et, plus tard, dirige le département de météorologie à l'Institut suédois de météorologie et d'hydrologie (1945–1949), puis sera chancelier de l'organisation entre 1949 et 1954.